# Rolf Linsler
Rolf Linsler (* 18. September 1942 in Gersweiler; † 27. September 2013 in Saarbrücken) war ein deutscher Gewerkschaftsfunktionär und Politiker (Die Linke; zuvor SPD). Von 2009 bis 2013 war er Abgeordneter im Landtag des Saarlandes. Von 2012 bis zu seinem Tod 2013 war er Vizepräsident des Landtags.

## Leben
Linsler war das jüngste von fünf Kindern eines Eisenbahnsekretärs. Nach der Volksschule absolvierte er eine Ausbildung zum Feinmechaniker und arbeitete anschließend 17 Jahre in einer physikalischen Versuchswerkstatt der Universität des Saarlandes, wo er auch acht Jahre Vorsitzender des Personalrates war. Für die Gewerkschaft Öffentliche Dienste, Transport und Verkehr (ÖTV) war er ab 1978 Gewerkschaftssekretär, 1987 übernahm er den Landesvorsitz. Nach der Fusion zur Vereinten Dienstleistungsgewerkschaft (ver.di) wurde er 2001 deren Landesvorsitzender. Dieses Amt hatte er bis März 2007 inne.
1972 wurde Linsler Mitglied der SPD. Höchste Position in der Partei war die des Schriftführers in einem Saarbrücker Unterbezirk. Im August 2007 gab er seinen Austritt aus der SPD und seinen Wechsel zur Linken bekannt. Auf dem Parteitag der saarländischen Linken  am 9. September 2007 wurde er zum Landesvorsitzenden gewählt. Nach der Landtagswahl im Saarland 2009 wurde Linsler stellvertretender Vorsitzender der neuen Linksfraktion im saarländischen Landtag. Als Alterspräsident leitete Linsler am 23. September 2009 die konstituierende Sitzung des 14. saarländischen Landtages. In der zweiten Sitzung des 15. Landtags wurde er am 9. Mai 2012 zum stellvertretenden Landtagspräsidenten gewählt.
Linsler war seit 1965 verheiratet und mehrfacher Großvater. Er verstarb in der Nacht zum 27. September 2013.

## Ehrungen
2004 erhielt Linsler den Medienpreis Goldene Ente der Landespressekonferenz Saar.